# Western Auto Building
El Western Auto Building, primero conocido como Coca-Cola Building o Candler Building, en honor al propietario Asa Griggs Candler, está ubicado en 2107 Grand Boulevard, en el vecindario Crossroads de Kansas City (Estados Unidos). Fue construido en estilo neorrenacentista 1914. Más tarde sirvió como la sede de Western Auto Supply Company, y esa asociación se dio a conocer, especialmente cuando la empresa colocó un letrero luminoso de varios pisos en la parte superior del edificio.
El edificio se agregó al Registro Nacional de Lugares Históricos en 1988. Después de servir como espacio de oficinas, fue remodelado a principios del siglo XXI como parte de Western Auto Lofts, una asociación de condominios que incorpora tres edificios adyacentes.

## Historia
El edificio de doce pisos fue diseñado por Arthur C. Tufts & Co. y construido en 1914 por Swenson Construction Company, para Coca-Cola Company. Asa Griggs Candler había comprado la receta de la bebida en 1892, fundó la empresa y expandió rápidamente la distribución del producto. Estableció nuevas bases en el sur y el medio oeste y comenzó a vender la bebida gaseosa en Cuba. Conocido primero como el Coca-Cola Building o el Edificio Candler Building, este fue uno de varios que había construido a través de Coca-Cola. La sede de la empresa de Candler ocupaba el elaborado Candler Building en Atlanta.
Este terreno, comprado originalmente en 1913, era triangular, y el arquitecto reflejó esa forma en su diseño para el edificio de 12 pisos. El edificio fue construido en estilo comercial, un estilo más utilitario que el típico de la arquitectura contemporánea.
Más tarde se utilizó como sede de la Western Auto Supply Company. Su letrero luminoso de varios pisos todavía remata el edificio. El edificio y su letrero son visibles desde gran parte de Crossroads y los vecindarios circundantes, así como para los conductores en la Interestatal 35. Esta visibilidad, junto con la longevidad de la estructura, ha convertido al Western Auto Building en un hito de la ciudad. El letrero se volvió a encender el 13 de julio de 2018 a las 8:45 p. m., hora central, y se renovó con fondos de la asociación de condominios actual.
El edificio se agregó al Registro Nacional de Lugares Históricos en 1988. Ha sido adaptado para su uso como loft residencial en condominio.